# Pentobesa arpia
Pentobesa arpia är en fjärilsart som beskrevs av William Schaus 1901. Pentobesa arpia ingår i släktet Pentobesa och familjen tandspinnare. Inga underarter finns listade i Catalogue of Life.